# 雷金玉
雷金玉（1986年10月—），福建福安人，畲族，中国共产党党员。中华人民共和国政治人物、第十三届全国人民代表大会福建省代表。

## 生平
2018年，雷金玉被选为福建省出席第十三届全国人民代表大会代表。